# Jelizawieta Kożewnikowa
Jelizawieta Aleksandrowna Kożewnikowa (ros. Елизавета Александровна Кожевникова, ur. 27 grudnia 1973 w Moskwie) – rosyjska narciarka, specjalistka narciarstwa dowolnego. Zdobyła srebrny medal w jeździe po muldach na igrzyskach w Albertville, a na igrzyskach w Lillehammer wywalczyła brązowy medal w tej samej konkurencji. Na mistrzostwach świata najlepszy wynik osiągnęła podczas mistrzostw w La Clusaz, gdzie zajęła 8. miejsce w jeździe po muldach. Najlepsze wyniki w Pucharze Świata osiągnęła w sezonie 1993/1994, kiedy to zajęła 20. miejsce w klasyfikacji generalnej, a w klasyfikacji jazdy po muldach była siódma.
W 1996 r. zakończyła karierę.

## Osiągnięcia

### Igrzyska olimpijskie
| Miejsce | Dzień     | Rok  | Miejscowość | Konkurencja      | Zwyciężczyni         |
| ------- | --------- | ---- | ----------- | ---------------- | -------------------- |
| 2.      | 13 lutego | 1992 | Albertville | Jazda po muldach | Donna Weinbrecht     |
| 3.      | 12 lutego | 1994 | Lillehammer | Jazda po muldach | Stine Lise Hattestad |

### Mistrzostwa świata
| Miejsce | Dzień     | Rok  | Miejscowość | Konkurencja      | Zwyciężczyni         |
| ------- | --------- | ---- | ----------- | ---------------- | -------------------- |
| 12.     | 12 lutego | 1991 | Lake Placid | Jazda po muldach | Donna Weinbrecht     |
| 13.     | 13 marca  | 1993 | Altenmarkt  | Jazda po muldach | Stine Lise Hattestad |
| 8.      | 18 lutego | 1995 | La Clusaz   | Jazda po muldach | Candice Gilg         |

### Puchar Świata

#### Miejsca w klasyfikacji generalnej
- sezon 1989/1990: 42.
- sezon 1990/1991: 23.
- sezon 1991/1992: 42.
- sezon 1992/1993: 57.
- sezon 1993/1994: 20.
- sezon 1994/1995: 36.
- sezon 1995/1996: 31.

#### Miejsca na podium
1. Tignes – 6 grudnia 1990 (muldy) – 1. miejsce
2. Mont Gabriel – 2 lutego 1991 (muldy) – 2. miejsce
3. Skole – 25 lutego 1991 (muldy) – 1. miejsce
4. Pyhätunturi – 16 marca 1991 (muldy) – 1. miejsce
5. Lake Placid – 27 stycznia 1995 (muldy) – 3. miejsce
6. La Plagne – 16 grudnia 1995 (muldy) – 2. miejsce